# Françoise Héritier
Pour les articles homonymes, voir Héritier (homonymie).
Françoise Héritier, née le 15 novembre 1933 à Veauche (Loire) et morte le 15 novembre 2017 à Paris, est une anthropologue, ethnologue et militante féministe française.
Directrice d'étude à l'EHESS, elle a aussi succédé à Claude Lévi-Strauss au Collège de France, inaugurant la chaire d'Étude comparée des sociétés africaines. Lévi-Strauss voyait en elle sa successeure.

## Biographie
Françoise Héritier est issue, selon ses termes, d'une « petite bourgeoisie raisonnable sortie de la paysannerie » de la Loire. Elle étudie à Paris, au lycée Racine puis en hypokhâgne au lycée Fénelon. Lors d'un séminaire de Claude Lévi-Strauss en Sorbonne, où il évoque la « parenté à plaisanterie à Fidji », elle a une « révélation » et décide d'étudier l'ethnologie. En 1957, elle part en mission en Haute-Volta (actuel Burkina Faso) avec l'anthropologue Michel Izard, avec qui elle se mariera. Ils partagent leurs sensibilités aux présences des corps : il travaille sur les manifestations charnelles du pouvoir, comme la cérémonie de prosternation chez les Mossi (peuple) ; elle organise le corps au centre de sa méthode anthropologique.
Dans la continuité du principal théoricien du structuralisme, Françoise Héritier approfondit la théorie de l'alliance et celle de la prohibition de l'inceste, établies communément sur la notion de circulation des femmes. Elle avance le concept de l'« identique » et de sa « frustration répulsive », reprenant dès lors les approches de Lévi-Strauss et celle du Britannique Alfred Radcliffe-Brown. Elle s'appuie avant tout sur les notions de « nature » et d'« environnement » dans les conceptions des sociétés étudiées.
Comme Claude Lévi-Strauss et comme son successeur Philippe Descola, Françoise Héritier est d'abord directrice d'études à l'EHESS, puis le reste après son élection à la chaire d'anthropologie du Collège de France (succédant à Claude Lévi-Strauss).
De 1998 à 2001, elle est membre du Comité d'éthique du CNRS.
Ayant eu comme époux Michel Izard puis Marc Augé, elle a signé certaines de ses œuvres sous les autres noms de Françoise Izard-Héritier et Françoise Héritier-Augé.
Elle meurt le 15 novembre 2017, jour de son 84e anniversaire, à Paris à l'hôpital de la Pitié-Salpêtrière. Ses obsèques ont lieu le 24 novembre ; elle est inhumée au cimetière de Marcigny (Saône-et-Loire).

## Des différences des sexes

### Valence différentielle des sexes
Selon Françoise Héritier, la distinction entre féminin et masculin est universelle et « partout, de tout temps et en tout lieu, le masculin est considéré comme supérieur au féminin » ; elle appelle cela la « valence différentielle des sexes ». Partant des travaux de Claude Lévi-Strauss, elle observe qu'un présupposé fondamental manque à sa théorie de l'alliance : pourquoi les hommes se sentaient-ils le droit d'utiliser les femmes comme monnaie d'échange ?
Elle écrit ainsi : « Cette forme de contrat entre hommes, l’expérience ethnologique nous la montre partout à l’œuvre. Sous toutes les latitudes, dans des groupes très différents les uns des autres, nous voyons des hommes qui échangent des femmes, et non l’inverse. Nous ne voyons jamais des femmes qui échangent des hommes, ni non plus des groupes mixtes, hommes et femmes, qui échangent entre eux des hommes et des femmes. Non, seuls, les hommes ont ce droit, et ils l’ont partout. C’est ce qui me fait dire que la valence différentielle des sexes existait déjà dès le paléolithique, dès les débuts de l’humanité ».
Selon Françoise Héritier, l'observation du monde incluant les différences anatomiques et physiologiques conduit à une classification binaire : « La plus importante des constantes, celle qui parcourt tout le monde animal, dont l’homme fait partie, c’est la différence des sexes. (…) Je crois que la pensée humaine s’est organisée à partir de cette constatation : il existe de l’identique et du différent. Toutes les choses vont ensuite être analysées et classées entre ces deux rubriques (…). Voilà comment pense l’humanité, on n’a pas observé de sociétés qui ne souscrivent pas à cette règle. Dans toutes les langues il y a des catégories binaires, qui opposent le chaud et le froid, le sec et l’humide, le dur et le mou, le haut et le bas, l’actif et le passif, le sain et le malsain… ».
Elle considère que dans toutes les langues, ces catégories binaires sont rattachées au masculin ou au féminin. Par exemple, le chaud et le sec sont rattachés au masculin dans la pensée grecque, le froid et l'humide au féminin. Ces catégories sont toujours culturellement hiérarchisées : « L’observation ethnologique nous montre que le positif est toujours du côté du masculin, et le négatif du côté du féminin. Cela ne dépend pas de la catégorie elle-même : les mêmes qualités ne sont pas valorisées de la même manière sous toutes les latitudes. Non, cela dépend de son affectation au sexe masculin ou au sexe féminin. (…) Par exemple, chez nous, en Occident, « actif » (…) est valorisé, et donc associé au masculin, alors que « passif », moins apprécié, est associé au féminin. En Inde, c’est le contraire : la passivité est le signe de la sérénité (…). La passivité ici est masculine et elle est valorisée, l’activité – vue comme toujours un peu désordonnée – est féminine et elle est dévalorisée ».
Ces catégories de valeurs n'ont donc rien d'essentiellement négatif ou positif : elles sont construites et varient selon l'époque et les régions. Si une valeur est considérée comme positive, elle se trouve rattachée au masculin - et cette même valeur pourrait, sous une latitude différente ou à une autre époque, être considérée comme négative et alors être rattachée au féminin.
Elle montre que cette « valence différentielle des sexes », que d'autres comme Bourdieu appellent « domination masculine », résulte de la volonté des hommes, incapables d'enfanter, de contrôler la reproduction. Pour elle, « le privilège exorbitant d’enfanter » a privé les femmes de la maîtrise de leur corps et de leur sexualité. Le prix de ce privilège en a été l'aliénation de leur corps par les hommes. La maîtrise de la fécondité a permis aux femmes de se réapproprier leur corps et constitue une « révolution essentielle ».

### Sur la différence construite

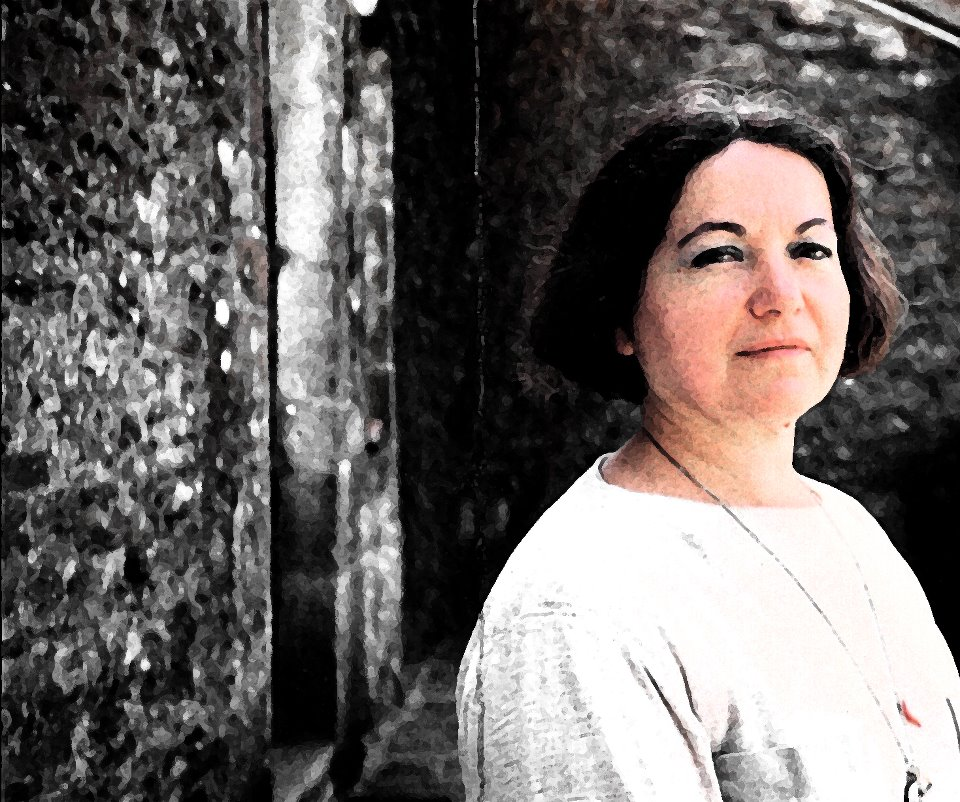
Portrait de Françoise Héritier en 1984 par sa fille Katie Héritier.

Lors d'une interview par Libération, Françoise Héritier soutient la thèse de son élève Priscille Touraille selon laquelle la différence de gabarit entre les hommes et les femmes serait « une différence construite » notamment par « une pression de sélection » imposée par l'homme. Elle déclare ainsi : « L'alimentation des femmes a toujours été sujette à des interdits. Notamment dans les périodes où elles auraient eu besoin d'avoir un surplus de protéines, car enceintes ou allaitantes – je pense à l'Inde, à des sociétés africaines ou amérindiennes. Elles puisent donc énormément dans leur organisme sans que cela soit compensé par une nourriture convenable ; les produits « bons », la viande, le gras, etc. étant réservés prioritairement aux hommes. (…) Cette « pression de sélection » qui dure vraisemblablement depuis l'apparition de Néandertal, il y a 750 000 ans, a entraîné des transformations physiques. A découlé de cela le fait de privilégier les hommes grands et les femmes petites pour arriver à des écarts de taille et de corpulence entre hommes et femmes.[pertinence contestée] ». Dans le résumé de sa thèse, Touraille explique enfin que « l'inégal accès aux ressources pour les femmes sous l'influence des systèmes de genre peut constituer une force sélective sur la stature en termes d'évolution génétique ».
Cette théorie ne serait cependant pas soutenue par des données paléoanthropologiques et évolutives, le dimorphisme sexuel étant au contraire plus faible chez les humains que chez les autres grands singes, suggérant un processus inverse, et non lié à des problématiques alimentaires. Cette vision est même qualifié de « fumeuse » par Michel Raymond, directeur de recherche au CNRS et responsable de l'équipe Biologie Évolutive Humaine au sein de l'Institut des Sciences de l’évolution de l'université de Montpellier : « Dans le monde vivant, et particulièrement chez les primates, les différences de taille sont bien comprises, en particulier par la sélection sexuelle. Par exemple, lorsque les mâles se battent pour accéder aux femelles, cela favorise des mâles de plus grande taille, et cela conduit à des mâles généralement plus grands que les femelles. Cela peut être renforcé par le choix des femelles, qui préfèrent alors des mâles plus grands.
Actuellement, les hommes sont en moyenne plus grands que les femmes. C’était aussi le cas il y a quelques siècles, quelques millénaires, et aussi loin que les traces du passé permettent de l’évaluer, c’était aussi le cas tout au long de la lignée humaine. C’est même le cas chez les espèces dont nous sommes les cousins, comme le gorille, même pour celles dont nous sommes les plus proches comme le chimpanzé. Les mâles gorilles se battent et les plus grands ont un avantage et cela participe à expliquer leur plus grande taille que leurs femelles. Chez l’homme, la violence est immémoriale, comme l’atteste l’archéologie, et la taille n’est pas indépendante de la dominance sociale. »

## Prises de position politiques et engagement féministe
Le militantisme féministe de Françoise Héritier lui vient de sa vie familiale, alors qu'elle était chez des cousins en Auvergne : la femme et la sœur servaient le repas, ne s'asseyant jamais, et mangeant les restes de la carcasse du poulet.
Françoise Héritier est membre d'honneur de l'association Femmes & Sciences à partir de sa création, en 2000, et membre d'honneur de l'association "Femmes pour le dire, femmes pour agir" (FDFA), créée par Maudy Piot en 2003. Elle est membre du comité de parrainage de la Coordination française pour la Décennie de la culture de non-violence et de paix. Elle soutient, depuis sa création en 2001, le fonds associatif Non-Violence XXI. Elle est l'une des personnalités à l'origine de la création de la chaîne de télévision Arte,
En juillet 2011, elle intègre l'équipe de campagne de Martine Aubry pour l'élection présidentielle de 2012, chargée avec Caroline De Haas de la thématique « Femmes »,. En 2012, avec plusieurs autres intellectuels, elle rédige un article dans Le Monde en faveur du candidat à la présidentielle François Hollande intitulé « Pourquoi il faut voter François Hollande », dans lequel elle développe les « raisons impératives d'élire François Hollande Président de la République ».
Lors des débats sur le pacte civil de solidarité, elle fait partie des personnalités des sciences sociales, notamment aux côtés d'Irène Théry, à s'opposer à l'idée de mariage homosexuel et d'homoparentalité. Quinze ans plus tard, lors des débats sur la loi Taubira concernant l'ouverture du mariage aux couples homosexuels, elle soutient le texte, notant que le mariage n'est pas sacré et qu'il n'y a pas d'ordre naturel. Elle s'oppose cependant à la gestation pour autrui (GPA), qui, selon elle, pourrait conduire à des abus.
Elle a rédigé la préface du livre Les femmes contre l'intégrisme de Maryam Radjavi, publié en mars 2013, où elle écrit : « La misogynie et le rejet de l’égalité des sexes au nom de l’islam constituent (…) la force motrice de l’intégrisme ».

## Distinctions
- Médaille d'argent du CNRS en 1978 pour ses travaux sur le fonctionnement des systèmes semi-complexes de parenté et d’alliance[27].
- Prix Irène-Joliot-Curie en 2003[28].
- Grand-croix de l'ordre national du Mérite, 2011[29].
- Grande officière de la Légion d'honneur, 2014, commandeur en 2008[30], officier en 1997, chevalier en 1989[31].
- Prix spécial pour l'ensemble de son œuvre lors de la proclamation des lauréats du prix Femina, en 2017[32].

## Hommages
En septembre 2014, la ville de Montreuil (Seine-Saint-Denis) inaugure une école élémentaire Françoise-Héritier. La cérémonie a lieu en présence de Françoise Héritier elle-même, alors âgée de 80 ans.
Un collège Françoise-Héritier est inauguré à l'Isle-Jourdain dans le Gers en septembre 2018.
La 38e promotion (2018-2019) de l'IRA de Bastia porte son nom.
La ville de Paris a inauguré le 26 juin 2019 le jardin Françoise-Héritier, dans le 14e arrondissement.
Le Département de la Seine-Saint-Denis a ouvert le 2 septembre 2019 un collège Françoise-Héritier dans la commune de Noisy-le-Sec.
La ville de Lyon a inauguré le 1er octobre 2019 le groupe scolaire Françoise-Héritier.
Une place à Montpellier porte son nom.
Une place de Liège (Belgique) porte son nom.

## Ouvrages et articles
- Françoise Izard-Héritier et Michel Izard, Aspects humains de l'aménagement hydro-agricole de la vallée du Sourou, Antony, Les auteurs, 1958.
- Françoise Izard-Héritier et Michel Izard, Bouna, monographie d'un village pana de la vallée du Sourou, Haute-Volta, Antony, Les auteurs, 1958.
- Françoise Izard-Héritier et Michel Izard, Les Mossi du Yatenga. Étude de la vie économique et sociale, Antony, Les auteurs, 1959.
- Françoise Héritier, L'Exercice de la parenté, Paris, Gallimard, 1981.
- Françoise Héritier-Augé, Leçon inaugurale faite le 25 février 1983 au Collège de France, chaire d'Étude comparée des sociétés africaines, Paris, Collège de France, 1984 [lire en ligne].
- Françoise Héritier-Augé et Élisabeth Copet-Rougier (édition et présentation), Les Complexités de l'alliance, vol. I, Les Systèmes semi-complexes, Montreux, Gordon and Breach Science Publishers ; Paris, Éditions des Archives contemporaines, 1990.
- Françoise Héritier-Augé et Élisabeth Copet-Rougier (édition et présentation), Les Complexités de l'alliance, vol. II, Les Systèmes complexes d'alliance matrimoniale, Montreux, Gordon and Breach Science Publishers ; Paris, Éditions des Archives contemporaines, 1991.
- Françoise Héritier-Augé (dir.), Les Musées de l'éducation nationale, Mission d'étude et de réflexion, rapport au ministre d'État, ministre de l'éducation nationale, rédaction par Maurice Godelier, Étienne Guyon, Maurice Mattauer, Philippe Taquet et coll. ; mars 1990, revu et corrigé en février 1991, Paris, La Documentation Française, 1991.
- Françoise Héritier-Augé, « Le corps en morceaux, moitiés d'hommes, pieds déchaussés et sauteurs à cloche-pied », Terrain, no 18, mars 1992, p. 5-14 [lire en ligne].
- Françoise Héritier-Augé et Élisabeth Copet-Rougier (édition et présentation), Les Complexités de l'alliance, vol. III, Économie, politique et fondements symboliques, Afrique, Paris et Bruxelles, Éditions des Archives contemporaines; Yverdon, Gordon and Beach science publications, 1993.
- Françoise Héritier-Augé et Élisabeth Copet-Rougier (édition et présentation), Les Complexités de l'alliance, vol. IV, Économie, politique et fondements symboliques, Paris et Bruxelles, Éditions des Archives contemporaines; Yverdon, Suisse, Gordon and Beach science publications, 1994.
- Françoise Héritier, Boris Cyrulnik et Aldo Naouri avec la collaboration de Dominique Vrignaud et Margarita Xanthakou, De l'inceste, Paris, Odile Jacob, 1994.
- Françoise Héritier, Les Deux Sœurs et leur Mère : anthropologie de l'inceste, Paris, Odile Jacob, 1994 ; rééd. 1997.  (ISBN 2-7381-0523-8)
- Françoise Héritier, De la violence I, séminaire de Françoise Héritier, avec les contributions de Étienne Balibar, Daniel Defert, Baber Johansen, et al., Paris, Odile Jacob, 1996.  (ISBN 2-7381-0408-8). Exposés présentés dans le cadre du séminaire de F. Héritier au Collège de France, janvier-mars 1995 ; rééd. 2005.  (ISBN 2-7381-1605-1).
- Françoise Héritier, De la violence II, séminaire de Françoise Héritier, avec les contributions de Jackie Assayag, Henri Atlan, Florence Burgat, et al., Paris, Odile Jacob, 1999.  (ISBN 2-7381-1625-6). Exposés présentés dans le cadre du séminaire de F. Héritier au Collège de France, 1996-1997 ; rééd. 2005.  (ISBN 2-7381-0624-2).
- Étienne-Émile Baulieu, Françoise Héritier, Henri Leridon (dir.), Contraception, contrainte ou liberté ?, Actes du colloque organisé au Collège de France, 9 et 10 octobre 1998, Paris, Odile Jacob, 1999.  (ISBN 2-7381-0722-2).
- Françoise Héritier, Entretien avec Jacques André, « Inceste et substance Œdipe, Allen, les autres et nous », dans : Jacques André (dir.), Incestes. Paris, Presses universitaires de France, « Petite bibliothèque de psychanalyse », 2001, p. 91-133. DOI : 10.3917/puf.andre.2001.01.0091. [lire en ligne]
- Françoise Héritier, Masculin-Féminin I. La Pensée de la différence, Paris, Odile Jacob, 1996 ; rééd. 2002.
- Françoise Héritier, Masculin-Féminin II. Dissoudre la hiérarchie, Paris, Odile Jacob, 2002  (ISBN 2-7381-1090-8).
- Françoise Héritier et Margarita Xanthakou (dir.), Corps et affects, Paris, Odile Jacob, 2004  (ISBN 2-7381-1522-5).
- Françoise Héritier, Masculin-Féminin, 2 vol., Paris, Odile Jacob, 2007. Réédition de volumes parus séparément, comprend : I. La pensée de la différence ; II. Dissoudre la hiérarchie  (ISBN 978-2-7381-2040-3) (vol. 1) ;  (ISBN 978-2-7381-2041-0) (vol. 2).
- Françoise Héritier, L'Identique et le Différent : entretiens avec Caroline Broué, La Tour-d'Aigues, Éditions de l'Aube, 2008  (ISBN 978-2-7526-0424-8).
- Françoise Héritier, Une pensée en mouvement. Entretiens avec Salvatore d'Onofrio, Paris, Odile Jacob, 2009.
- Françoise Héritier, Retour aux sources, Paris, Galilée, 2010  (ISBN 978-2-7186-0833-4).
- Françoise Héritier, La Différence des sexes, Paris, Bayard jeunesse, 2010  (ISBN 9782227481435).
- Françoise Héritier, Hommes, femmes : la construction de la différence, Paris, Le Pommier, 2010  (ISBN 978-2-7465-0508-7).
- Françoise Héritier, Michelle Perrot, Sylviane Agacinski, Nicole Bacharan, La plus belle histoire des femmes, Seuil, 2011, 308 p. (ISBN 9782020495288).
- Françoise Héritier, Le Sel de la vie, Paris, Odile Jacob, 2012. Prix Simone-Veil 2012  (ISBN 978-2738127549).
- Françoise Héritier, Le Goût des mots, Paris, Odile Jacob, 2013.  (ISBN 978-2738130013).
- Françoise Héritier, Au gré des jours, Paris, Odile Jacob, 2017.  (ISBN 978-2738139566). Prix spécial du jury Femina 2017.

#### Livres et revues
- « Françoise Héritier », in Anne Dhoquois (dir.), Comment je suis devenu ethnologue, recueil d'entretiens, Paris, Le Cavalier Bleu, 2008  (ISBN 9782846701945).
- Caroline Broué, L'Identique et le Différent : entretiens avec Françoise Héritier, Paris, Éditions de l'Aube/Radio France, 2008, 108 p.
- avec Mark Hunyadi, Benoît Heilbrunn et Jean-Claude Ameisen, L'éternel singulier : Questions autour du handicap, 16 novembre 2010, Editions Le Bord de l'eau  (ISBN 978-2356870865)
- Salvatore d'Onofrio et Emmanuel Terray (dir.), Françoise Héritier, Paris, Cahiers de l'Herne, 2018, 256 p.
- Claire Mestre (dir.) et Marie Rose Moro (dir.), L'Autre (revue) : Françoise Héritier : leçons apprises, vol. 20, La Pensée sauvage, (no 1), 2019 (ISBN 978-2-85919-332-4, lire en ligne)
- Laure Adler, Françoise Héritier, le goût des autres, Albin Michel, 2022.

#### Articles
- Jean-Yves Nau, « "Le sida soulève le problème essentiel des droits de l'homme", nous déclare Mme Françoise Héritier-Augé, présidente du Conseil national sur la maladie », Le Monde, 14 février 1989
- Jean Birnbaum, « Françoise Héritier, l'anthropologie faite femme », Le Monde, 5 octobre 2000
- « Entretien avec Françoise Héritier », in Les nouvelles frontières de la vie privée, Sciences humaines, no 140, juillet 2003
- Diane Lamoureux, « Françoise Héritier, Masculin / Féminin II. Dissoudre la hiérarchie. Paris, Odile Jacob, 2002, 433 p. », Anthropologie et Sociétés, vol. 27, no 2,‎ 2003, p. 214-215 (DOI 10.7202/007458ar)
- Catherine Bédarida, « Françoise Héritier », Le Monde, supplément spécial, 18 juin 2006
- « Pourquoi je suis structuraliste », propos recueillis par Nicolas Journet in Comprendre Claude Lévi-Strauss, Sciences humaines, numéro spécial no 8, novembre-décembre 2008
- Martine Delahaye, « Françoise Héritier, la pensée de la différence », Le Monde, 11 janvier 2009
- Nicolas Truong, « Une anthropologue dans la cité », Le Monde, 14 avril 2009
- Porqueres i Gené Enric, « Le structuralisme renouvelé de Françoise Héritier » », L'Homme, vol. 1, no 225,‎ 2018, p. 15-22 (lire en ligne)
- D'Onofrio Salvatore, « Françoise Héritier ou l’éthique par la méthode », L'Homme, vol. 1, no 225,‎ 2018, p. 7-15 (lire en ligne)
- Françoise Zonabend, « Françoise Héritier (1933-2017), une « grande femme » de l’anthropologie », Ethnologie française, vol. 170, no 2,‎ 2018, p. 197-200 (DOI 10.3917/ethn.182.0197)
- Thierry Paquot, « Françoise Héritier (1933-2017) : Anthropologue et féministe », Hermès, vol. 1, no 80,‎ 2012, p. 301-306 (lire en ligne)

#### Documentaires
- « Françoise Héritier : J’ai suivi les mouvements de mon cœur d’une certaine façon » [audio], sur France Inter
- « A voix nue - Françoise Héritier (1/5) : Au commencement était la terre » [audio], sur France Culture | « A voix nue - Françoise Héritier (2/5) : Au cœur de l'Afrique » [audio], sur France Culture | « A voix nue - Françoise Héritier (3/5) : L'identique et le différent » [audio], sur France Culture | « A voix nue - Françoise Héritier (4/5) : Masculin / Féminin » [audio], sur France Culture | « A voix nue - Françoise Héritier (5/5) : L'anthropologue dans la cité » [audio], sur France Culture

### Filmographie
- 2008 : Françoise Héritier, la pensée de la différence, film documentaire de Teri Wehn-Damish, France 5/Cinétévé/CNRS Images, 52 min
- 2009 : Françoise Héritier et les lois du genre d'Anne-France Sion, CNRS Images Média
- 2010 : Ulysse clandestin de Thomas Lacoste
- 2013 : Notre monde de Thomas Lacoste
- 2016 : Conversations avec Françoise Héritier, coffret de 4 h 30 d'entretiens de Patric Jean